# Scala ad ali di falco

Un esempio di uno schema di una scala ad ali di falco

Una scala ad ali di falco è una tipologia di scala aperta tipica di alcuni palazzi nobiliari settecenteschi del centro storico di Napoli.

## Descrizione
Nel panorama delle scale aperte del settecento napoletano, l'architetto Ferdinando Sanfelice è uno dei protagonisti. Ispirato da un trattato sull’architettura "obliqua" di Juan Caramuel y Lobkowitz, Sanfelice introduce nell’architettura  residenziale napoletana questo modello inusitato e denominato ‘ad ali di falco’ da Bernardo De Dominici. E il suo  primo progetto fu per la scala del seminario di Nardò (1723-1728).
Affacciata sul cortile, la scala ad ali di falco è caratterizzata da un virtuoso gioco di archi, volte rampanti (volta a botte zoppa, a crociera rampante, a vela rampante) e incroci spaziali. 
Nelle scale a doppia rampa simmetriche, questa composizione architettonica è di grande effetto scenografico.
Esempi notevoli sono il Palazzo Sanfelice, il Palazzo dello Spagnolo e il Palazzo Trabucco.

## Galleria d'immagini

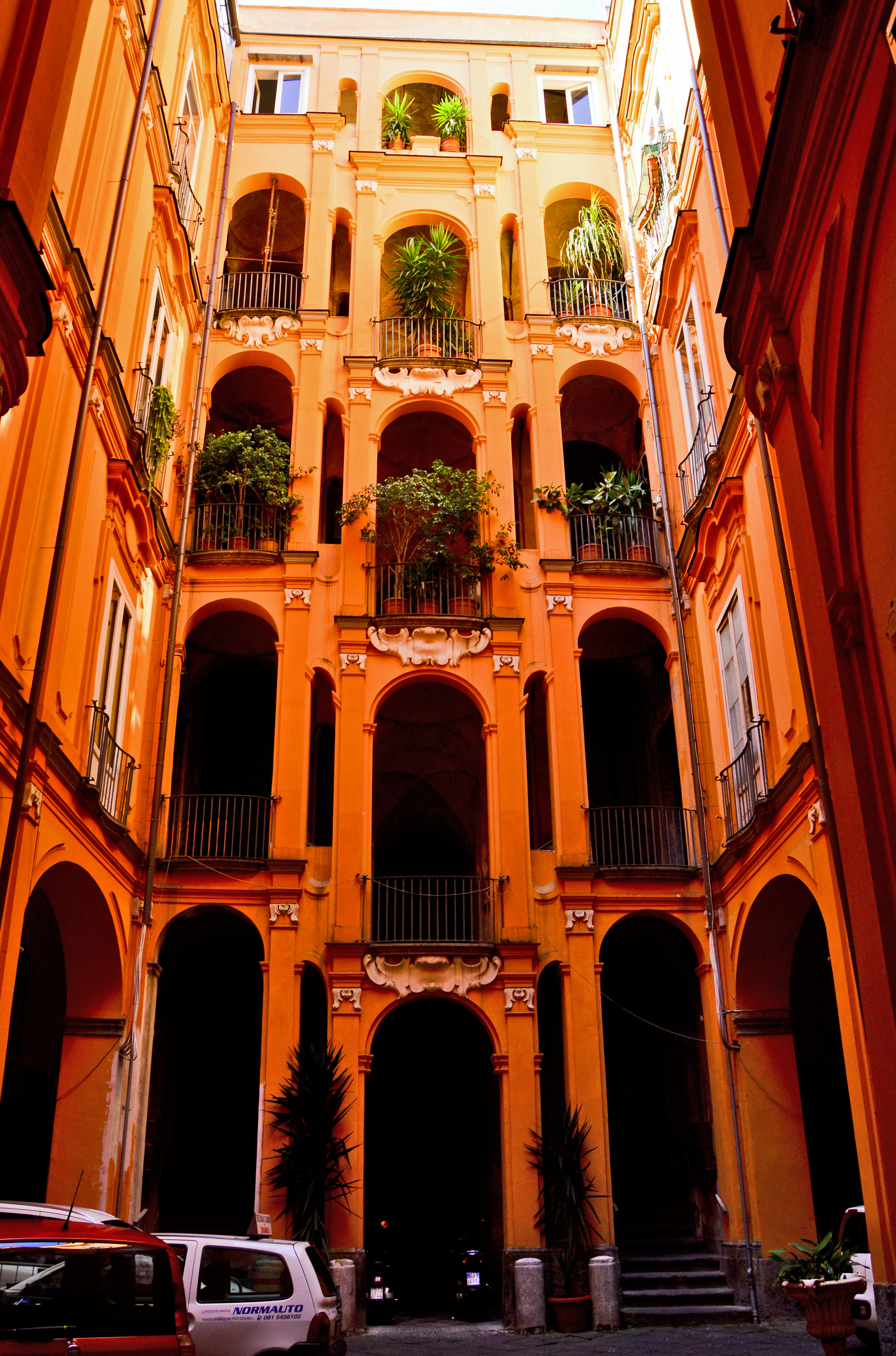
Palazzo Trabucco
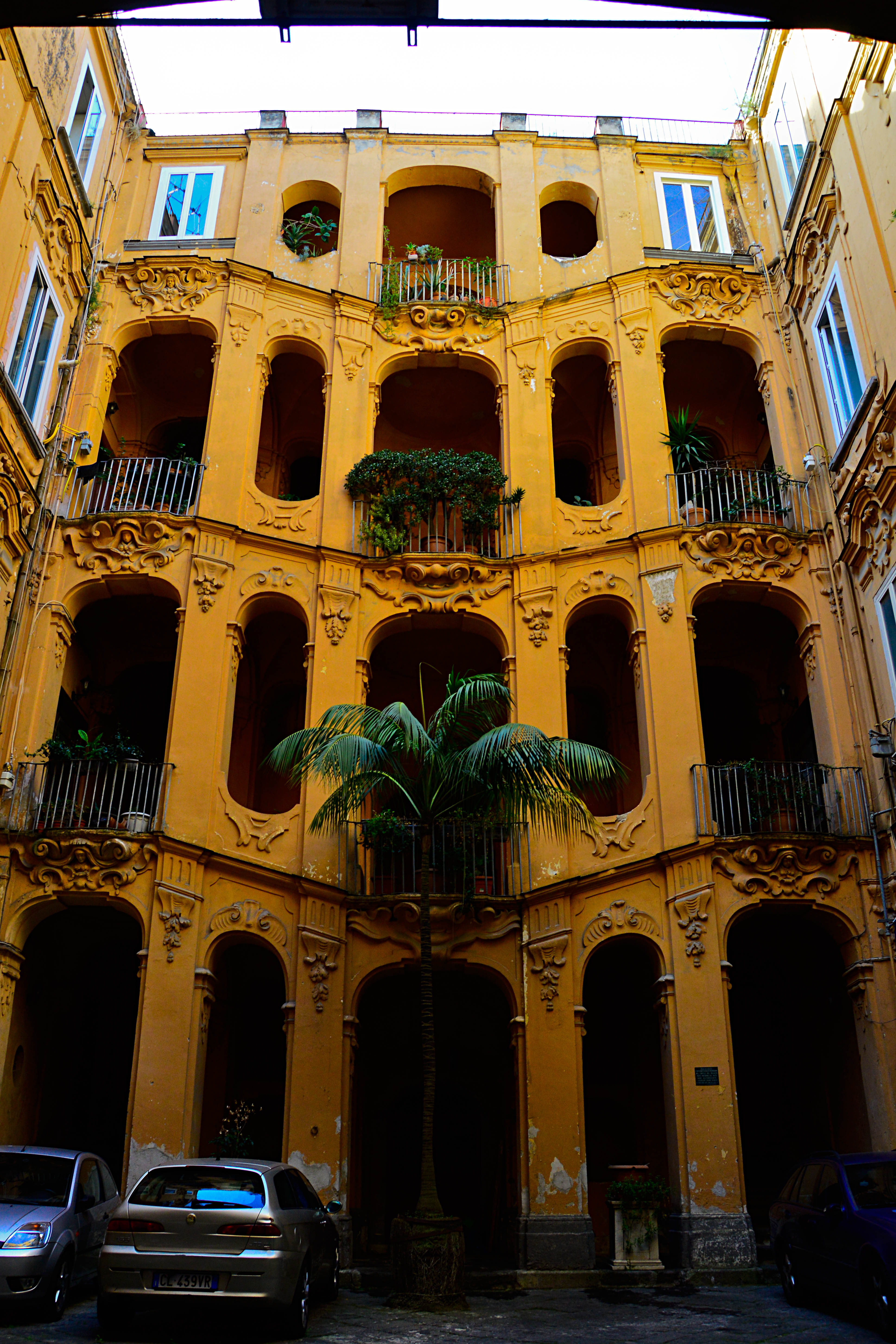
Scala del Palazzo Costantino alla Costigliola
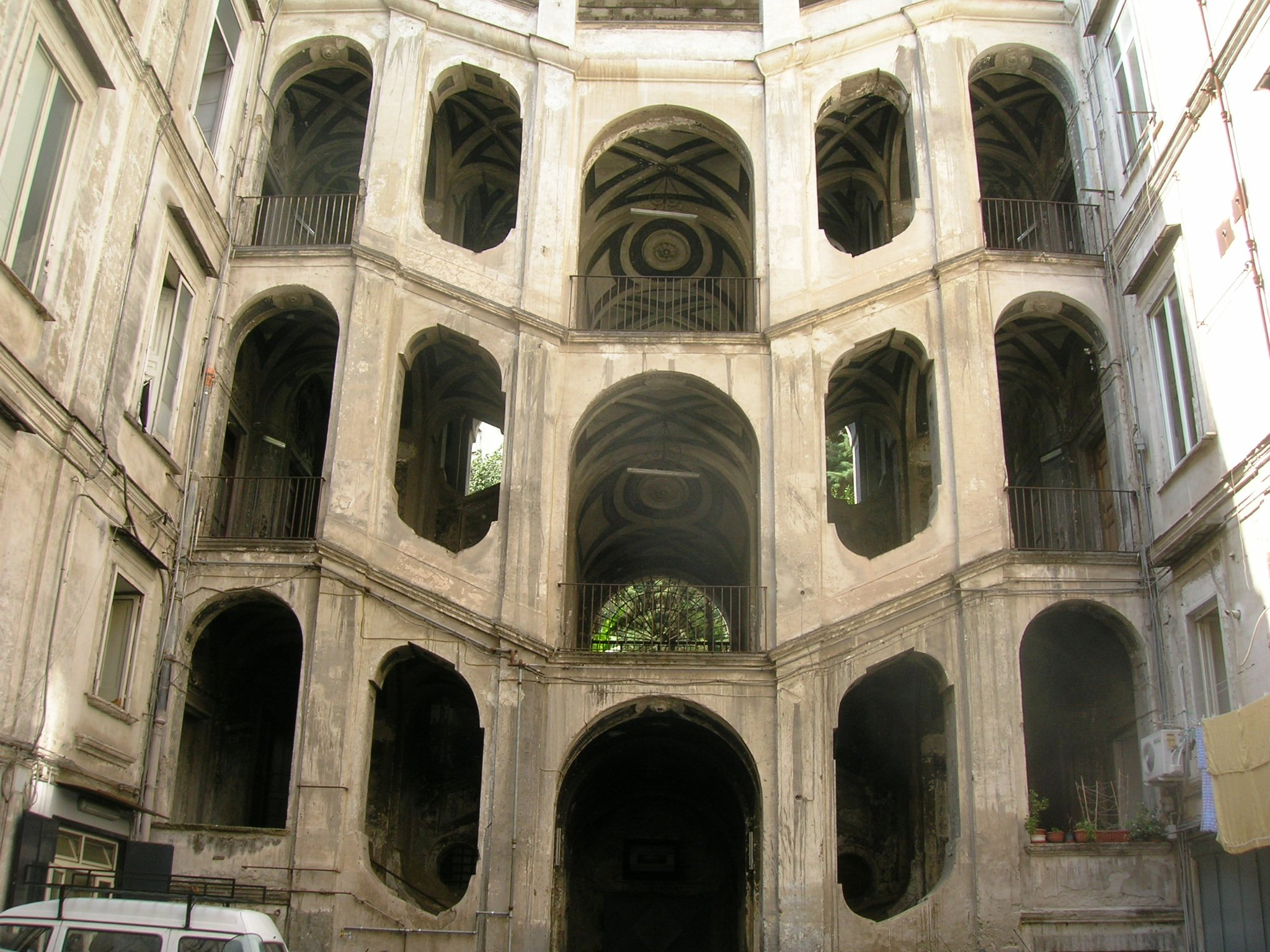
Scala del Palazzo Sanfelice
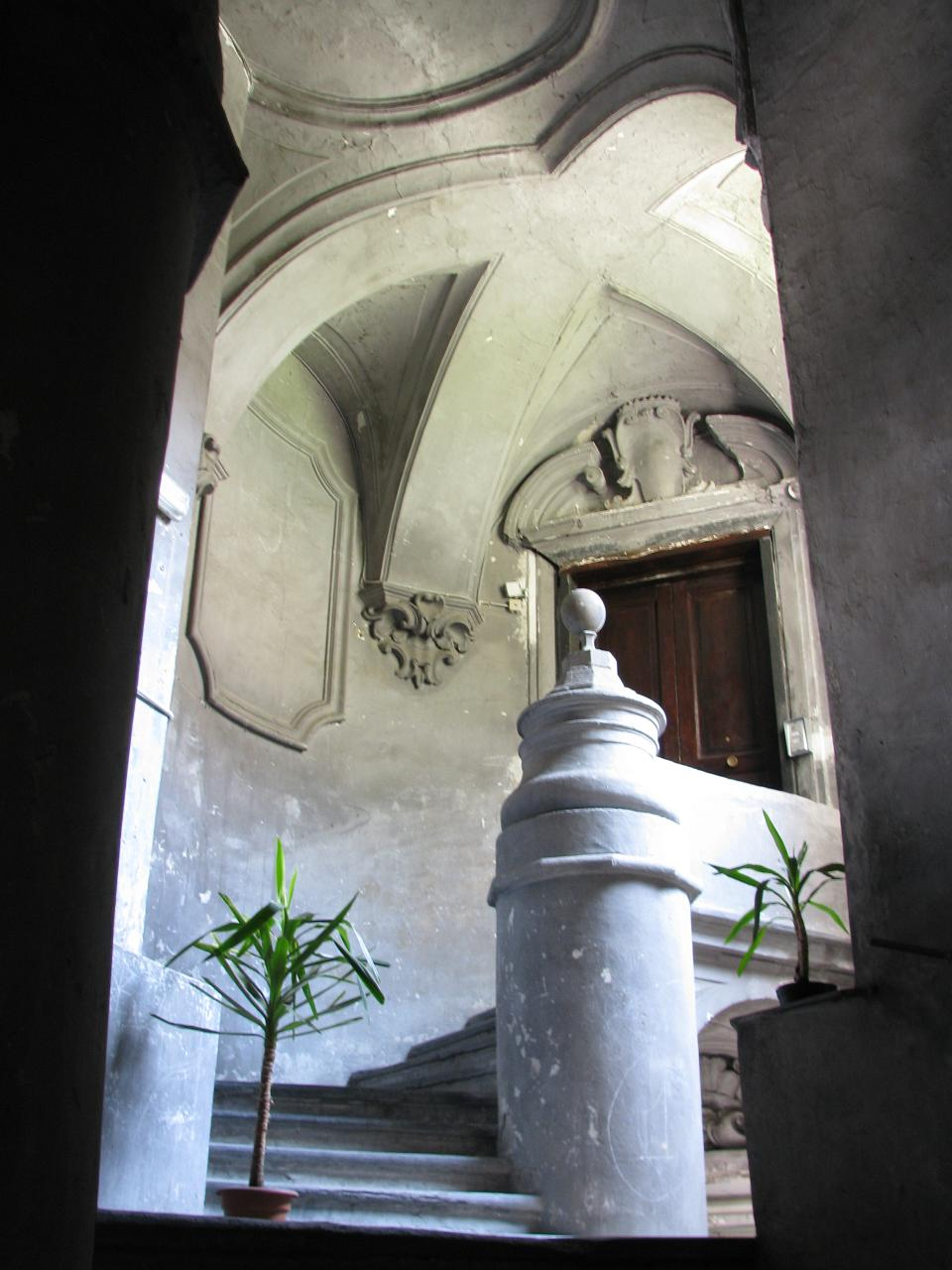
...e il suo interno
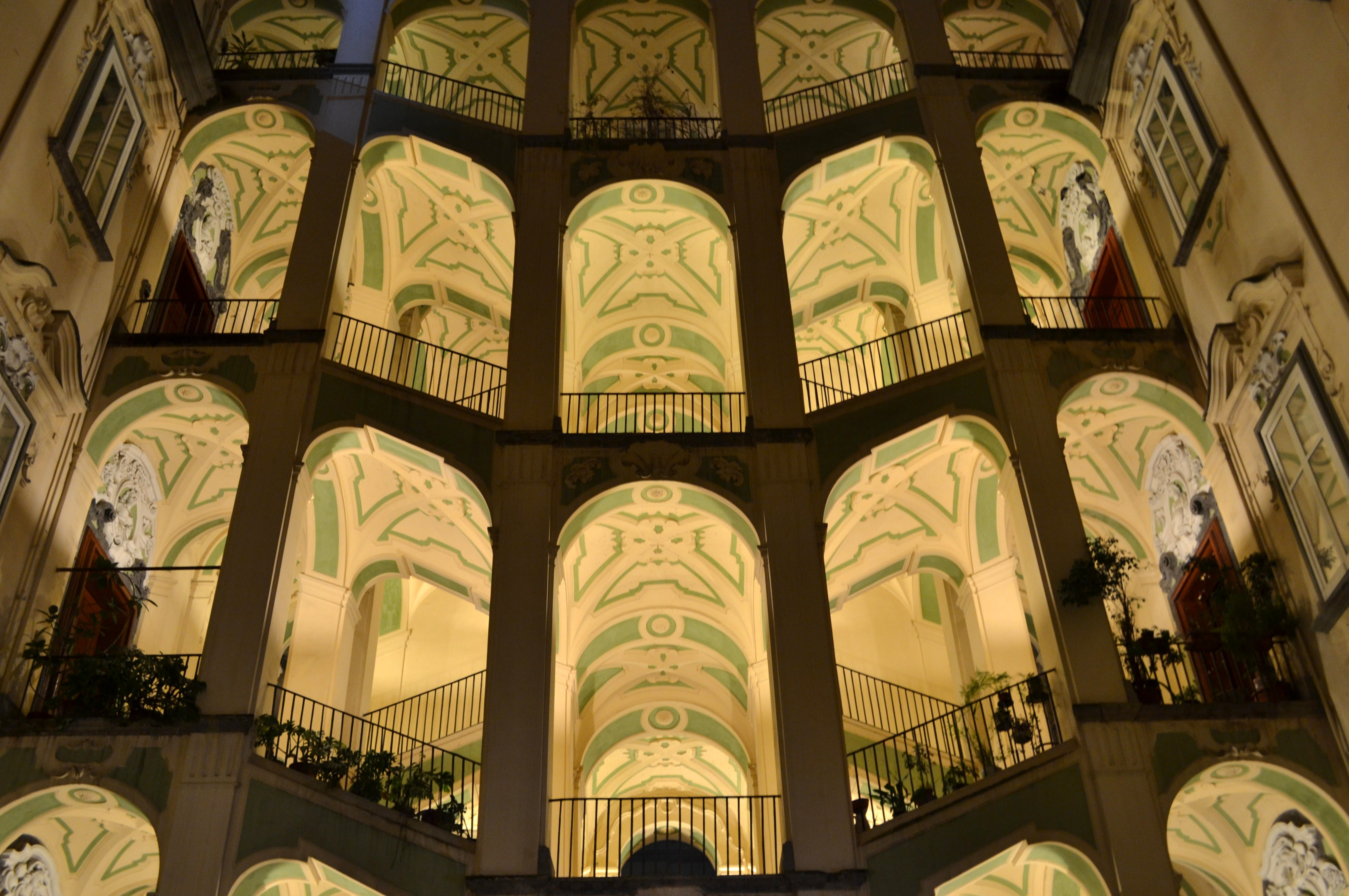
Palazzo del Spagnolo